# Gembloux
Gembloux (em valão: Djiblou, em neerlandês: Gembloers) é uma cidade e um município da Bélgica localizado no distrito de Namur, província de Namur, região da Valônia.